# Wojna króla Jerzego
Wojna Króla Jerzego – wojna kolonialna pomiędzy Wielką Brytanią a Francją, tocząca się w latach 1744–1748 w Ameryce Północnej, a ściślej w północnowschodniej jej części. Wojna króla Jerzego była częścią szerszego konfliktu europejskiego, znanego jako wojna o sukcesję austriacką.
Nie licząc drobnych przygranicznych incydentów jedyną kampanią wojny było oblężenie Louisbourga, które skończyło się jego zdobyciem w czerwcu 1745 roku. Armia brytyjska, dowodzona przez gubernatora Massachusetts Williama Shirleya, składała się w większości z ochotniczej milicji z Nowej Anglii. Dlatego też kampania ta często zwana jest wojną amatorską. Po długim i krwawym oblężeniu twierdza Louisbourg padła, co wywołało konsternację i szok na dworze francuskim.
Pokój w Akwizgranie (1748), kończący wojnę o sukcesję austriacką, zwrócił twierdzę Francji w zamian za indyjski port Madras, wcześniej zdobyty przez Francuzów. Decyzja brytyjska, podjęta bez wiedzy i za plecami kolonistów, poważnie zachwiała zaufaniem do instytucji kolonialnych w Ameryce Północnej.